# ウィレム・ウィシング
ウィレム・ウィシング（Willem Wissing、1656年 - 1687年9月10日）は、オランダ生まれの画家である。1672年にオランダがフランスの侵攻を受けた時にイングランドへ移った画家の一人である。イギリスではウィリアム・ウィッシング(William Wissing)の名前で活動した。イングランド王、ジェームズ2世の宮廷画家になり、オランダ生まれの画家、ピーター・レリーとともに働き、イギリス貴族や、オランダ提督夫妻の肖像画を描いた。

## 略歴
アムステルダムかデン・ハーグで生まれた。1669年からデン・ハーグで活動しデン・ハーグの画家の組合「Confrérie Pictura(絵の兄弟信心会)」にアルノルド・ファン・ラーフェステイン(Arnold van Ravesteyn; 1605-1690)の弟子として登録された。1672年のフランスのオランダ侵攻によって、多くのオランダ画家たちと同様に国外に仕事を求めなければならなくなり、はじめフランスで働いた後、1676年からジェームズ2世の宮廷で働き始めた。イギリスで人気になっていた肖像画家のピーター・レリー(1618-1680)の弟子として働き、多くの肖像画を描いた。1680年にレリーが亡くなった後、肖像画家としての人気を引き継いだ。
1684年から1685年にはジェームズ2世の娘のメアリー・ヘンリエッタ・ステュアートと義理の息子のオランダ総督ウィレム2世の肖像画を描くためにオランダに派遣された。
イギリスに戻った後、リンカンシャーのスタンフォードの第5代エクセター伯爵の邸宅で30歳ほどで急死した。肖像画家としての成功を妬む人物によって毒殺されたのではないかと噂された。
弟子にはオランダ出身のヤン・ファン・デル・ファールト(Jan van der Vaart:1653-1727)がいて、ウィシングの肖像画の背景を描き、ヴィシングの亡後の工房を継承した。

## 作品

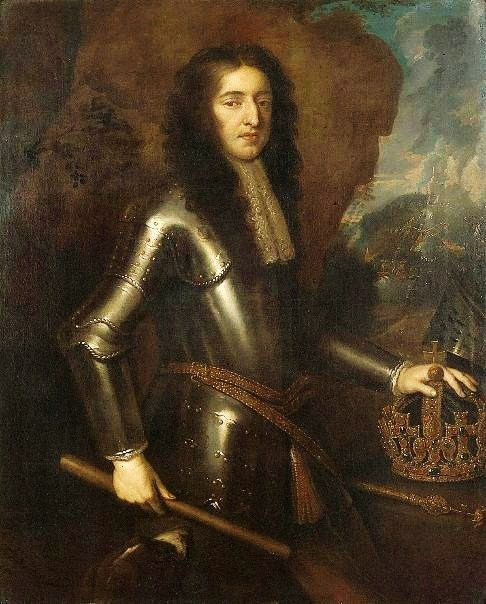
ウィレム2世 (オラニエ公)
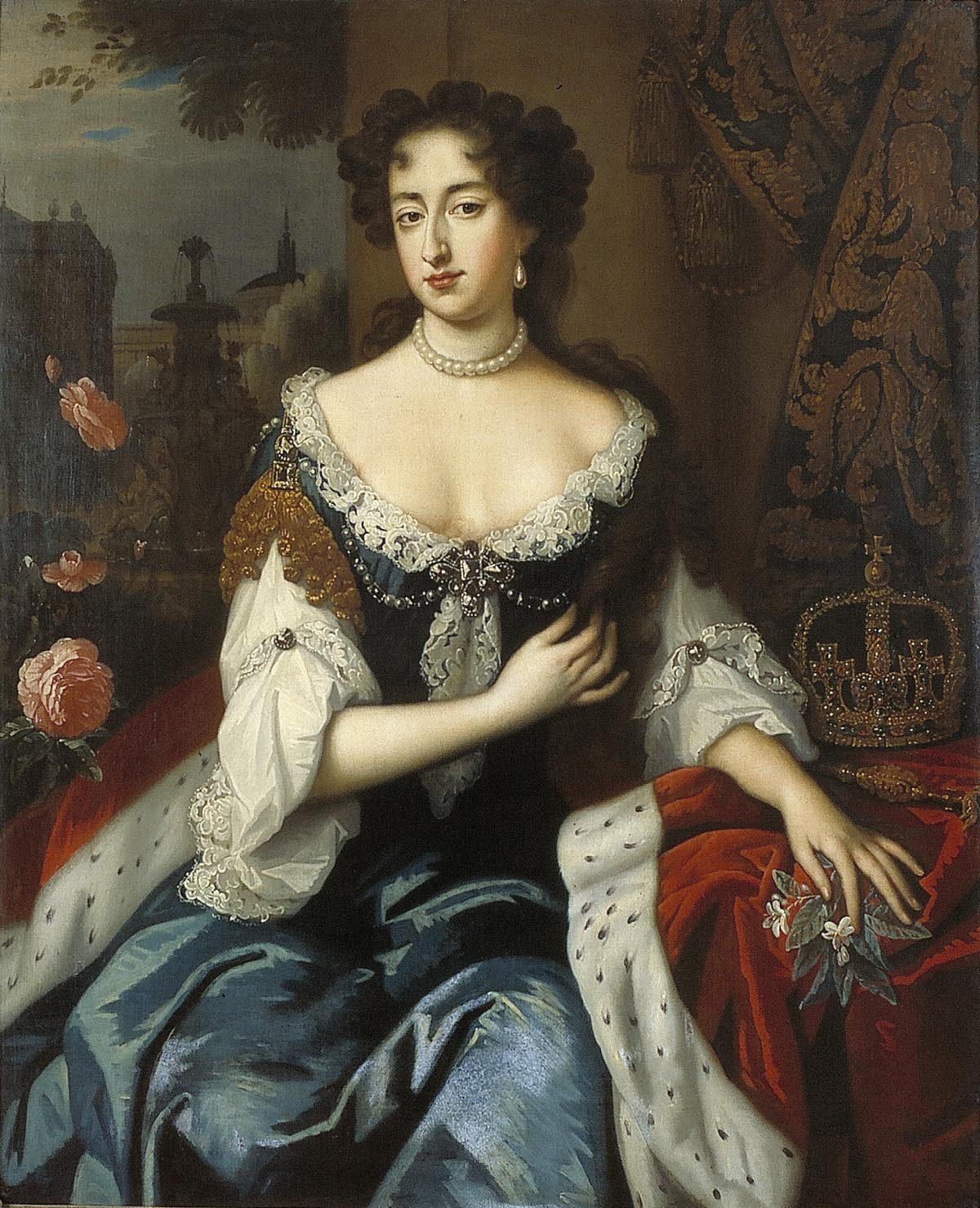
メアリー・ヘンリエッタ・ステュアート
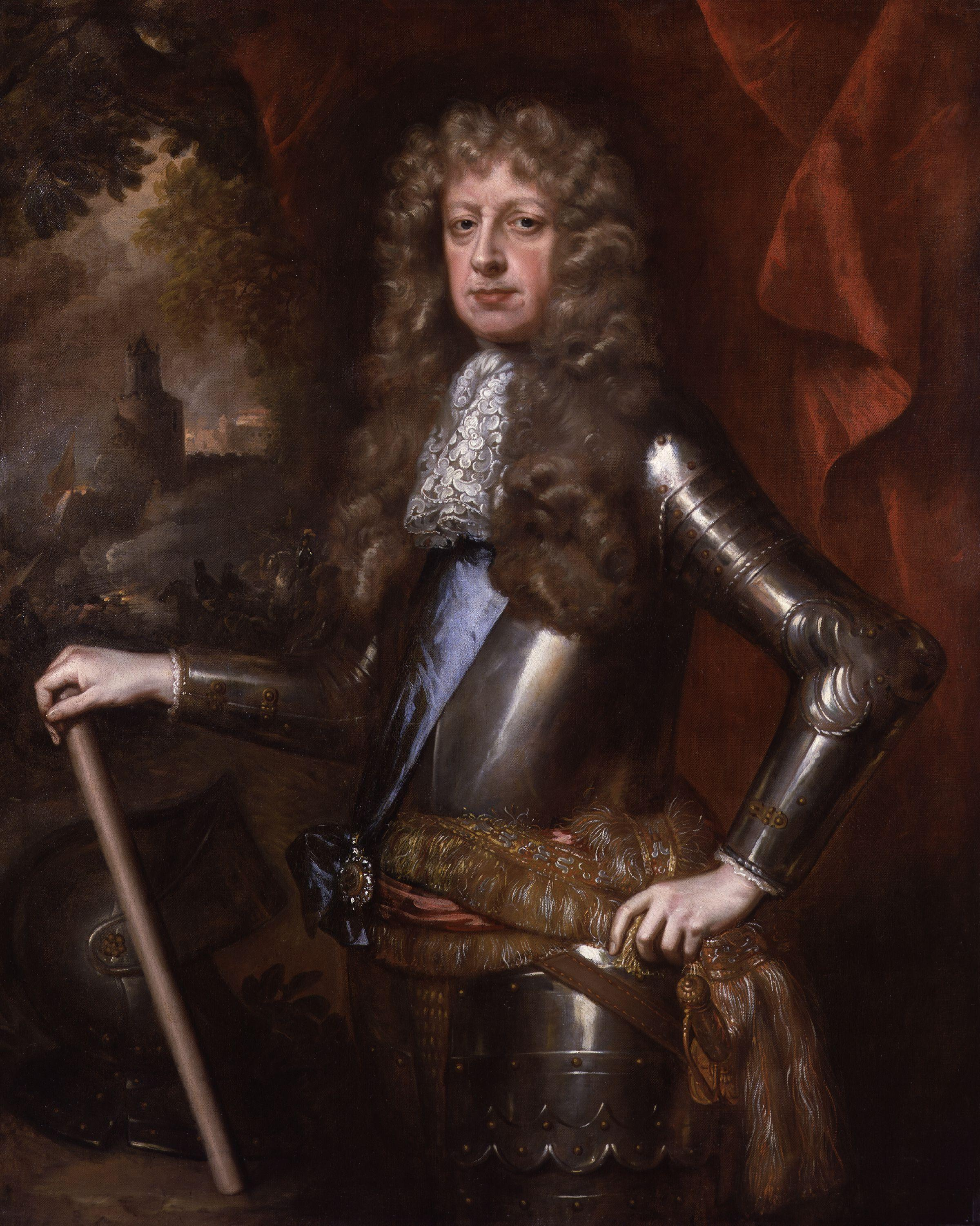
ジェームズ・バトラー (初代オーモンド公)
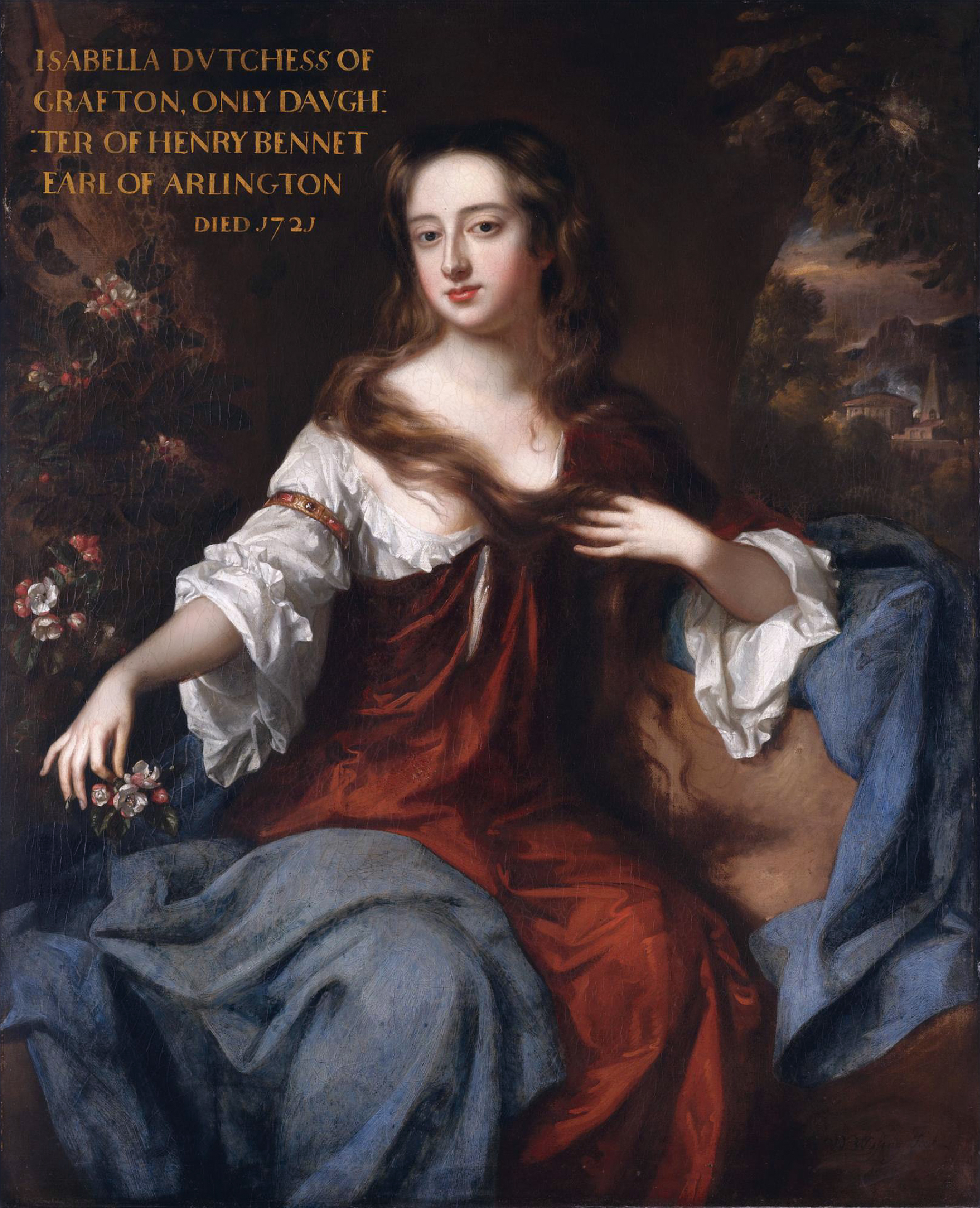
イザベラ・フィッツロイ (グラフトン公爵夫人)